# رود خاندا
رود خاندا (روسی: Ханда) یک رودخانه در یاقوتستان کشور روسیه است.